# Sincerely Yours
Sincerely Yours, även S/Y, är ett svenskt skivbolag som har sin bas i Göteborg. Det startades 2005 av elektropopduon The Tough Alliance efter att de hade hoppat av skivbolaget Service. TTA började med att ge ut sin egen musik på skivbolaget men har sen dess kontrakterat och gett ut musik från flera olika artister som kan ses nedan. 2009 lades The Tough Alliance ner och efter det har bandets sångare, Eric Berglund, drivit bolaget själv. S/Y har förutom skivor och musik också bland annat kläder, videor, meddelanden, remixar och spray-mallar i sin katalog. 

## Band och artister
- ceo
- jj
- Kendal Johansson
- Merely
- Nordpolen
- Sail a Whale
- Team Rockit[2]

### Band och artister som tidigare gavs ut på S/Y
- Air France
- Avner
- The Honeydrips
- Jonas Game
- Joel Alme
- Memory Tapes
- The Tough Alliance

## Diskografi
| Sincerely Yours musikkatalog - Endast fysiska releaser (Inga digitala singlar) | Sincerely Yours musikkatalog - Endast fysiska releaser (Inga digitala singlar) | Sincerely Yours musikkatalog - Endast fysiska releaser (Inga digitala singlar) | Sincerely Yours musikkatalog - Endast fysiska releaser (Inga digitala singlar) | Sincerely Yours musikkatalog - Endast fysiska releaser (Inga digitala singlar) |
| Artist                                                                         | Titel                                                                          | Format                                                                         | Releasedatum                                                                   |                                                                                |
| ------------------------------------------------------------------------------ | ------------------------------------------------------------------------------ | ------------------------------------------------------------------------------ | ------------------------------------------------------------------------------ | ------------------------------------------------------------------------------ |
| The Tough Alliance                                                             | New Waves                                                                      | CDEP                                                                           | Maj 2006                                                                       |                                                                                |
| The Tough Alliance                                                             | Escaping Your Ambitions                                                        | CD                                                                             | September 2006                                                                 |                                                                                |
| Air France                                                                     | On Trade Winds                                                                 | CDEP                                                                           | December 2006                                                                  |                                                                                |
| The Honeydrips                                                                 | (Lack Of) Love Will Tear Us Apart                                              | CDS                                                                            | Februari 2007                                                                  |                                                                                |
| The Tough Alliance                                                             | Escaping Your Ambitions (Vinylversion av CD:n med samma namn)                  | LP                                                                             | Mars 2007                                                                      |                                                                                |
| The Honeydrips                                                                 | Here Comes The Future                                                          | CD                                                                             | Mars 2007                                                                      |                                                                                |
| The Tough Alliance                                                             | First Class Riot                                                               | 7"-singel                                                                      | Maj 2007                                                                       |                                                                                |
| The Tough Alliance                                                             | A New Chance                                                                   | CD/LP                                                                          | Maj 2007                                                                       |                                                                                |
| The Honeydrips                                                                 | I Wouldn't Know What To Do                                                     | CDS                                                                            | Juni 2007                                                                      |                                                                                |
| Jonas Game                                                                     | New City Love                                                                  | 7"-singel                                                                      | Juni 2007                                                                      |                                                                                |
| Jonas Game                                                                     | ADHD                                                                           | CD                                                                             | Oktober 2007                                                                   |                                                                                |
| Joel Alme                                                                      | The Queen's Corner                                                             | 7"-singel                                                                      | Mars 2008                                                                      |                                                                                |
| The Tough Alliance                                                             | Neo Violence                                                                   | 7"-singel                                                                      | Mars 2008                                                                      |                                                                                |
| Joel Alme                                                                      | A Master of Ceremonies                                                         | CD                                                                             | April 2008                                                                     |                                                                                |
| Nordpolen                                                                      | Skimret                                                                        | CDS                                                                            | Maj 2008                                                                       |                                                                                |
| Air France                                                                     | No Way Down                                                                    | CD/LP                                                                          | Maj 2008                                                                       |                                                                                |
| The Tough Alliance                                                             | Neo Neo (Internationella remixar av Neo Violence)                              | 12"                                                                            | September 2008                                                                 |                                                                                |
| Nordpolen                                                                      | På Nordpolen                                                                   | CD                                                                             | September 2008                                                                 |                                                                                |
| The Tough Alliance                                                             | A New New Chance (Internationella utgåvan av A New Chance)                     | CD                                                                             | Oktober 2008                                                                   |                                                                                |
| jj                                                                             | jj n° 1                                                                        | 7"-singel                                                                      | Mars 2009                                                                      |                                                                                |
| Avner                                                                          | Lyssna                                                                         | CD                                                                             | Maj 2009                                                                       |                                                                                |
| Memory Cassette                                                                | Call & Response                                                                | 7"-singel                                                                      | Juni 2009                                                                      |                                                                                |
| jj                                                                             | jj n° 2                                                                        | CD                                                                             | Juli 2009                                                                      |                                                                                |
| Memory Tapes                                                                   | Seek Magic                                                                     | LP                                                                             | Juni 2009                                                                      |                                                                                |
| jj                                                                             | a jj 12"                                                                       | 12"                                                                            | December 2009                                                                  |                                                                                |
| jj                                                                             | jj n° 2.1 (Vinylversion av jj n° 2, innehåller en extra låt)                   | LP                                                                             | December 2009                                                                  |                                                                                |
| jj                                                                             | jj n° 3                                                                        | CD/LP                                                                          | Mars 2010                                                                      |                                                                                |
| Kendal Johansson                                                               | Blue Moon                                                                      | 7"-singel                                                                      | Maj 2010                                                                       |                                                                                |